# Бакальская коса (ландшафтно-рекреационный парк)
Бака́льская коса́ (укр. Бакальська коса, крымскотат. Baqqal beli, Бакъкъал бели) — ландшафтно-рекреационный парк, расположенный на северо-западном побережье Крыма на территории Раздольненского района. Площадь — 1 520 га. Землепользователь — Министерство экологии и природных ресурсов Республики Крым, Государственное автономное учреждение Республики Крым «Раздольненское лесоохотничье хозяйство».

## История
Гидрологический памятник природы местного значения был создан 22 февраля 1972 года решением исполнительного комитета Крымского областного совета депутатов трудящихся № 97.
Региональный ландшафтный парк был создан согласно Постановлению Верховной Рады Автономной Республики Крыма № 913-2/2000 «О расширении и упорядочении сети территорий и объектов природно-заповедного фонда местного значения в Автономной Республике Крым» от 16 февраля 2000 года, путём реорганизации одноимённого памятника природы.
Парк и коса в целом находятся под угрозой исчезновения из-за деятельности моря (гидрологических процессов): сильные зимние штормы намывают и размывают земли объекта. Штормы 2005 и 2007 годов нанесли сильный вред природе и инфраструктуре косы и парка. Добыча песка на Бакальской банке в промышленных масштабах продолжалась в период 2015—2020 годов и почти полностью уничтожила ландшафтно-рекреационный парк.
Является ландшафтно-рекреационным парком регионального значения, согласно Распоряжению Совета министров Республики Крым от 5 февраля 2015 года № 69-р Об утверждении Перечня особо охраняемых природных территорий регионального значения Республики Крым.

## Описание
В состав регионального ландшафтного парка включено 1 520 га земель:
- Бакальская коса 300 га
- Бакальское озеро 810 га
- прибрежный аквальный комплекс 410 га

На севере граница парка простирается по воде, на юге — закреплена межевыми знаками. Территория парка включает памятник природы Прибрежный аквальный комплекс Бакальская коса. Парк имеет функциональное зонирование: заповедная, регулируемой рекреации зоны. Заповедная зона включает Бакальское озеро, начало и окончание Бакальской косы.
Территория объекта выделена в натуре аншлагами в количестве 20 шт., на территории объекта установлены один шлагбаум, один туалет, пять мусоросборников (устанавливаются на период регулируемой рекреации), одна информационная карта, одна наблюдательная вышка, два предупреждающих ограждения у пляжей, один щит для размещения спасательных кругов.
Ближайший населённый пункт — село Стерегущее, город — Красноперекопск.

## Природа
Территория парка представляют собой оригинальное геоморфологическое образование, эталон, иллюстрирующий процессы формирования соляного озера морского происхождения (Бакальское). У берегов Бакальской бухты сформировались своеобразные морские биоценозы.
Во время зимовки и птичьих миграций в прибрежных территориях Джарылгачского и Каркинитского заливов скапливается до 150 тысяч пернатых, преимущественно водоплавающих. Непосредственно на побережье находят приют и корм мигрирующие водоплавающие птицы, например лебедь-кликун (Cygnus cygnus) и лебедь-шипун (Cygnus olor)
В Джарылгачском и Каркинитском заливах встречаются три вида инфраотряда китообразные: дельфин-белобочка (Delphinus delphis), афалина (Tursiops truncatus), морская свинья (а именно подвид черноморская морская свинья (Phocoena phocoena relicta)), занесённые в ККУ.